# رادمانتسی
رادمانتسی (به لاتین: Radmanci) یک منطقهٔ مسکونی در مونته‌نگرو است که در شهرداری پتنیکا واقع شده‌است. رادمانتسی ۳۶۵ نفر جمعیت دارد.